# Kate Bosworth
Catherine Ann Bosworth (Los Ángeles, 2 de enero de 1983), conocida artísticamente como Kate Bosworth, es una actriz estadounidense, conocida principalmente por interpretar a Lois Lane en Superman Returns, a Judith en The Horse Whisperer y a Anne Marie en Blue Crush.

## Biografía

### Inicios
Kate nació en Los Ángeles (California). Sus padres son Hal Bosworth (ejecutivo de Talbots) y Patricia Potter (ama de casa). Nació con heterocromía del iris, que hace que uno de sus ojos presente una sección de color avellana y otra completamente azul (siendo su color predominante el azul). Vivió en San Francisco a la edad de seis años y durante su infancia vivió en la Costa Este de los Estados Unidos, por el trabajo de su padre. Ha reconocido en algunas entrevistas que debido a los traslados frecuentes de su familia, se sentía siempre como «la chica nueva de la escuela», y se describe como «arrojada» e impopular durante sus años de la secundaria y que tiene «ese dolor en su corazón como el de entrar con tu bandeja del almuerzo y no tener dónde sentarse siquiera». 
Mientras estaba en la escuela secundaria, en Cohasset (Massachusetts), Kate aprendió a hablar español y fue miembro de la National Honor Society (Sociedad Nacional de Honor). Ella también jugó fútbol y lacrosse. Kate siempre estuvo interesada en una carrera como jinete de caballos y a los catorce años ya era campeona de equitación.
Kate fue aceptada en la Universidad de Princeton pero por razones de trabajo aún no ha ingresado en la prestigiosa universidad.

### Carrera
Su primer trabajo en el cine fue en 1998 en la adaptación de la novela de Nicholas Evans, El hombre que susurraba a los caballos, en el que obtuvo el papel de Judith, la amiga de la protagonista que interpretó Scarlett Johansson.
El productor necesitaba a alguien que tuviera esas habilidades como jinete, y condujo a Kate a la audición de A contrarreloj. En 2001 Kate se mudó a Los Ángeles para poder tener mayor acceso a las audiciones de filmes. Su primer rol lo obtuvo en 2002 en la película Blue Crush, que recaudó 40 millones de dólares en la taquilla de Estados Unidos. En 2002-2005 apareció en películas relacionadas.
En 2005 asiste al casting de la esperada película Superman Returns para el papel Lois Lane, que consigue gracias a su coestrella en Beyond the Sea, Kevin Spacey, que interpreta en esta nueva versión de la saga de Superman a Lex Luthor. La película se estrenó el 28 de junio de 2006.
Aparecerá en una película ambientada en la depresión de 1929, Season of Dust (traducción literal, "Temporada del polvo" pero no título oficial), junto a su expareja, el actor inglés Orlando Bloom.
En 2008, hace la película 21 Black Jack (un grupo de estudiantes que encuentran contando cartas un método para vencer al casino). Interpreta el papel de Jill Taylor, la atractiva compañera de equipo de Ben Cambell (Jim Sturgess). En este film vuelve a trabajar junto a Kevin Spacey.
En 2011 estrena Straw Dogs, junto al que se rumoreó que fue su novio, el sueco Alexander Skarsgard.

### Vida personal
Mantuvo una relación con el actor Orlando Bloom, a quien conoció fuera de un café y luego volvió a ver en el estreno de El Señor de los Anillos: las dos torres. La pareja, tras dos años de relación, terminó en febrero de 2005, lo cual sumió a Kate en una depresión que la llevó a perder muchos kilos, lo que, además, la llevó a alejarse de las cámaras. Posteriormente inició una relación con el modelo británico, James Rousseau, desde septiembre de 2006. Se dice que James Rousseau fue un gran apoyo sentimental para ella y que la ayudó a superar su anorexia. Si bien su ruptura no se hizo pública, en noviembre de 2009, salieron a la luz algunas fotos románticas de Kate con el también actor Alexander Skarsgård, al que conoció durante el rodaje de la película de Perros de paja. Mantiene una relación con Michael Polish, actor, guionista, director y productor. El 31 de agosto de 2013, contrajo matrimonio con Polish, en Philipsburg, Montana, se habían separado en agosto de 2021 y en el 2023, se divorciaron definitivamente.
A inicios de 2022, iniciaba una relación con el actor Justin Long, el cual unos 15 meses después oficializaba su compromiso matrimonial, en abril de 2023, un mes después se casaban y el 18 de julio de 2025, anunciaban el arribo de su primer hijo juntos.

## Filmografía
- La Fuerza de la Naturaleza (2020)
- The I- Land (2019)
- The domestics (2018)
- Bus 657 El escape del siglo (2015)
- Before I Wake (2016)
- Life on the Line (2015)
- 90 Minutes in Heaven(2014)
- Siempre Alice (2014)
- Homefront (2013)
- Big Sur (2013)
- Movie 43 (2013)
- And While We Were Here (2012)
- Black Rock (2012)
- Straw Dogs (2011)
- L!fe Happens (2011)
- Another Happy Day (2011)
- Little Birds (2011)
- The Warrior's Way (2010)
- 21: Blackjack (2008)
- The Girl in the Park (2007)
- Superman Returns (2006)
- Bee Season (2005)
- Beyond the Sea (2004)
- Win a Date with Tad Hamilton! (2004)
- Wonderland (2003)
- The Rules of Attraction (2002)
- Blue Crush (2002)
- The Newcomers (2000)
- Remember the Titans (2000) como Emma Hoyt
- Young Americans (2000)
- The Horse Whisperer (1998)